# 李兴教
李兴教（1922年—），男，湖南嘉禾人，中国电子材料与元件专家，曾任华中工学院教授、博士生导师。